# Progress M-20M
La missione Progress M-20M del programma russo Progress, registrata dalla NASA come missione 52P, è una missione di rifornimento della stazione spaziale internazionale completamente automatizzata, senza equipaggio a bordo.

## Lancio
Il lancio è stato effettuato il 27 luglio 2013 in perfetto orario dal cosmodromo di Baikonur.

## Attracco
Dopo solo 6 ore e 4 orbite, la navicella ha attraccato al modulo Pirs della ISS con una manovra di fast-rendesvouz che era fallita nella missione precedente Progress M-19M a causa di un difetto dell'apertura dell'antenna, risolto in questa missione. L'equipaggio che ha seguito la manovra ha ironicamente lamentato un disturbo della ricezione televisiva.

## Carico
Oltre ai rifornimenti di routine, sono stati trasportati nella stazione anche degli strumenti di supporto all'attività extraveicolare per evitare incidenti come quello accaduto all'ingegnere di volo Luca Parmitano poche settimane prima.

## Rientro
Inizialmente era previsto che, al termine di questa missione, la navetta Progress avrebbe dovuto portare in un'orbita decadente il modulo Pirs dove era ancorata, per far posto al nuovo modulo russo MLM. Non essendo quest'ultimo ancora pronto, la Progress M-20M si è staccata dalla ISS ed ha completato per alcuni giorni una missione secondaria di monitoraggio delle oscillazioni di micro-gravità in orbita, prima di degredire in un'orbita distruttiva verso la terra e bruciare sopra l'oceano pacifico.